# Jim Forbes
Jim Forbes est un journaliste, producteur et scénariste américain né le 1er avril 1955. Il est également souvent appelé pour narrer des émissions ou séries télévisées. Il est ainsi connu pour être la voix off de l'émission Behind the Music depuis 1997.

## Filmographie
- 1997-2013 : Behind the Music : le narrateur (144 épisodes)
- 2000 : Les Simpson : narrateur de l'épisode Derrière les rires
- 2003 : Infamous : le présentateur
- 2004 : Kim Possible : le présentateur télé (1 épisode)
- 2004 : I'm Still Alive! : le narrateur
- 2007-2008 : Shockwave : le narrateur (16 épisodes)
- 2008 : The White House: Behind Closed Doors : le narrateur
- 2009 : Rita Rocks : le narrateur
- 2010 : Michael Jackson and Bubbles: The Untold Story : lui-même
- 2010-2012 : When Vacations Attack : le narrateur (40 épisodes)
- 2013 : How I Met Your Mother : le narrateur de UTT (1 épisode)
- 2015 : The Inside Track: The Rise of Empire : le narrateur